# Kwonkan moriartii
Kwonkan moriartii is een spinnensoort uit de familie Anamidae.
Kwonkan moriartii werd in 1983 beschreven door Main.